# Noix de coco (pièce de théâtre)
Pour les articles homonymes, voir Noix de coco (homonymie).
Noix de coco est une pièce de théâtre écrite par Marcel Achard et créée le 4 décembre 1935 au Théâtre de Paris. Il s'agit d'une comédie en trois actes.
La pièce a été adaptée au cinéma en 1939 par Jean Boyer.
Une représentation de la pièce a été diffusée à la télévision en 1972 dans le cadre de l'émission Au théâtre ce soir.

## Résumé
Loulou, père de deux enfants, Fernande et Antoine, a épousé, en secondes noces, la belle Caroline, dont il est éperdument amoureux. Mais la trop grande respectabilité de celle-ci lui fait regretter, par moments, une jeune chanteuse de cabaret qu'il a connue vingt-deux ans auparavant à Acapulco : « Noix de Coco ». Un de ses amis, Salvadore, grand séducteur devant l'Éternel, débarque un jour chez lui et, lors d'une pseudo séance de chiromancie, feint d'avoir connu Caroline autrefois. Se croyant plus tard trahie, celle-ci révèle qu'elle fut cette entraîneuse avec laquelle Loulou avait une aventure amoureuse vingt-deux ans auparavant. Loulou, interloqué, s'exclame : « J'ai couché avec ma femme ! ».

## Théâtre de Paris,1935
- LOULOU : Raimu
- CAROLINE : Huguette Duflos
- Julien Bertheau
- Ginette Leclerc
- Alerme
- Lucienne Lemarchand
- Madeleine Suffel
- Lucien Brulé
- Gustave Gallet

## Théâtre du Palais-Royal,1961
- Mise en scène : Jean Meyer
- Décors : Suzanne Lalique

PERSONNAGES :
- LOULOU : Jean Richard
- CAROLINE : Madeleine Robinson
- JOSSERAND : Jacques-Henri Duval
- NATHALIE : Françoise Dorléac
- ANTOINE : François Nocher
- ANGÈLE : Patricia Saint-Georges
- FERNANDE : Anne Savaris
- SALVADOR : Christian Bertola
- COLLEVILLE : Marcel Journet

## Théâtre Marigny,1972
- Diffusée le 11 décembre 1972 dans le cadre de Au théâtre ce soir.
- Mise en scène : Jean Meyer

PERSONNAGES :
- LOULOU : Jean Richard
- CAROLINE : Madeleine Robinson
- JOSSERAND : Jacques-Henri Duval
- NATHALIE : Caroline Silhol
- ANTOINE : Didier Haudepin
- ANGÈLE : Christiane Muller
- FERNANDE : Gaëlle Romande
- SALVADOR : Jean-François Calvé
- COLLEVILLE : Jean Degrave

## Théâtre de la Renaissance,1984
Première représentation le 17 mars 1984 (précédée par une tournée).
- Mise en scène : Jean Meyer

PERSONNAGES :
- LOULOU : Henri Tisot
- CAROLINE : Catherine Rouvel
- JOSSERAND : Olivier Lejeune
- NATHALIE : Vannick Le Poulain
- ANTOINE : David Brécourt
- ANGÈLE : Dominique Blanche
- FERNANDE : Florence Fors
- SALVADOR : Robert Fontanet
- COLLEVILLE : Jean Malambert